# Schlossgarten (Aschaffenburg)

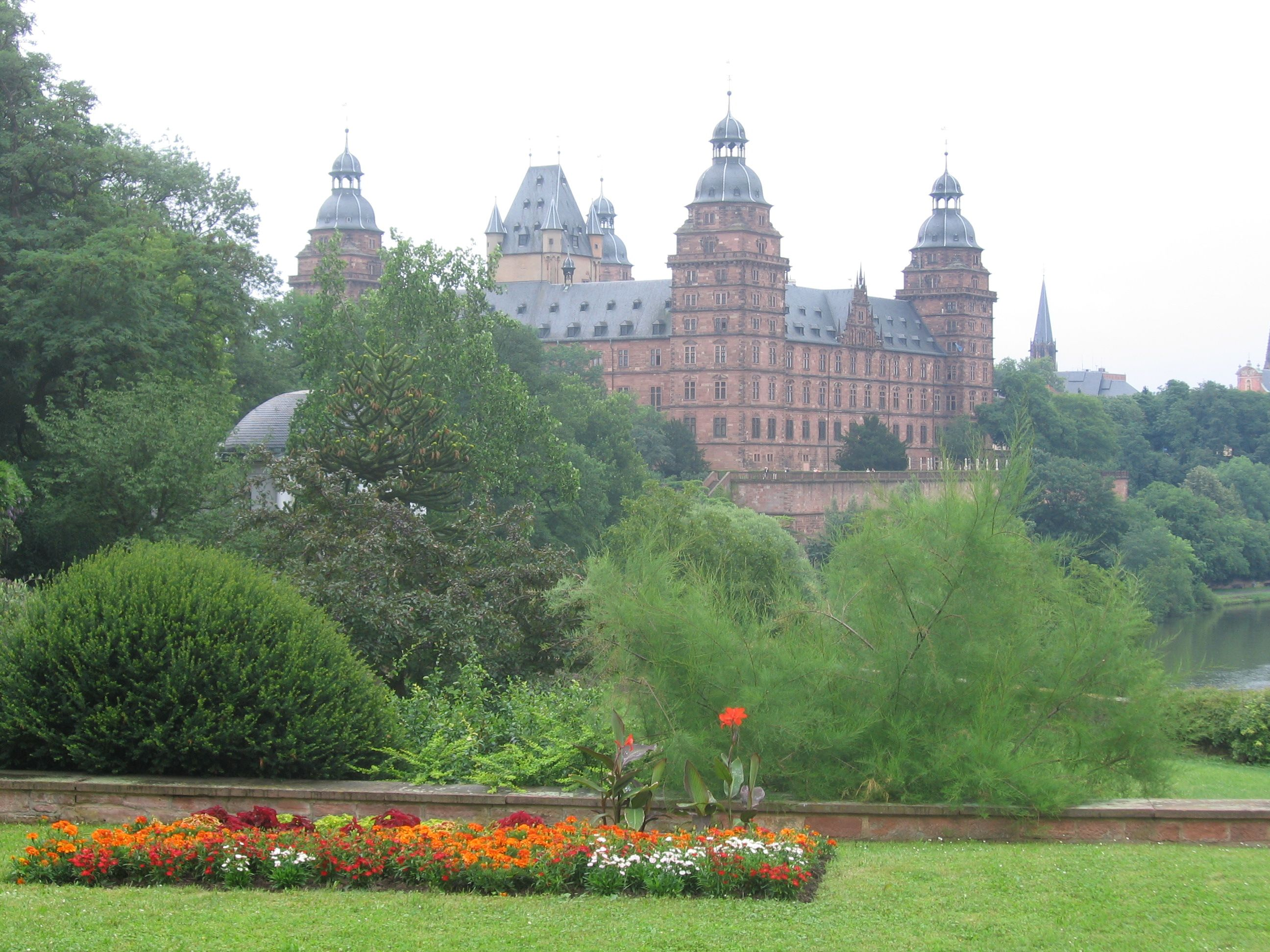
Schlossgarten zwischen Pompejanum und Schloss Johannisburg

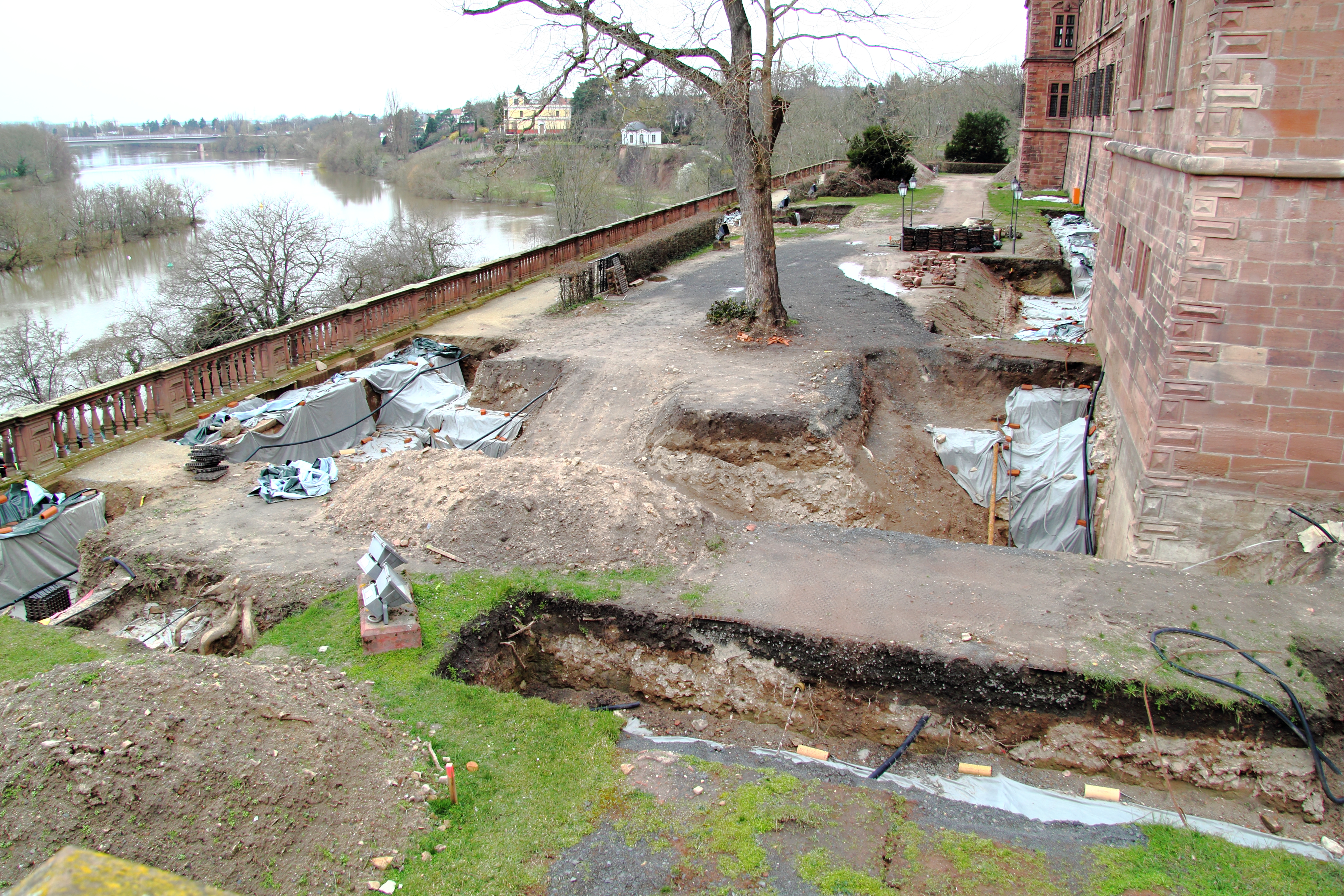
Gartenarchäologische Untersuchungen neben dem Schloss im Frühjahr 2020

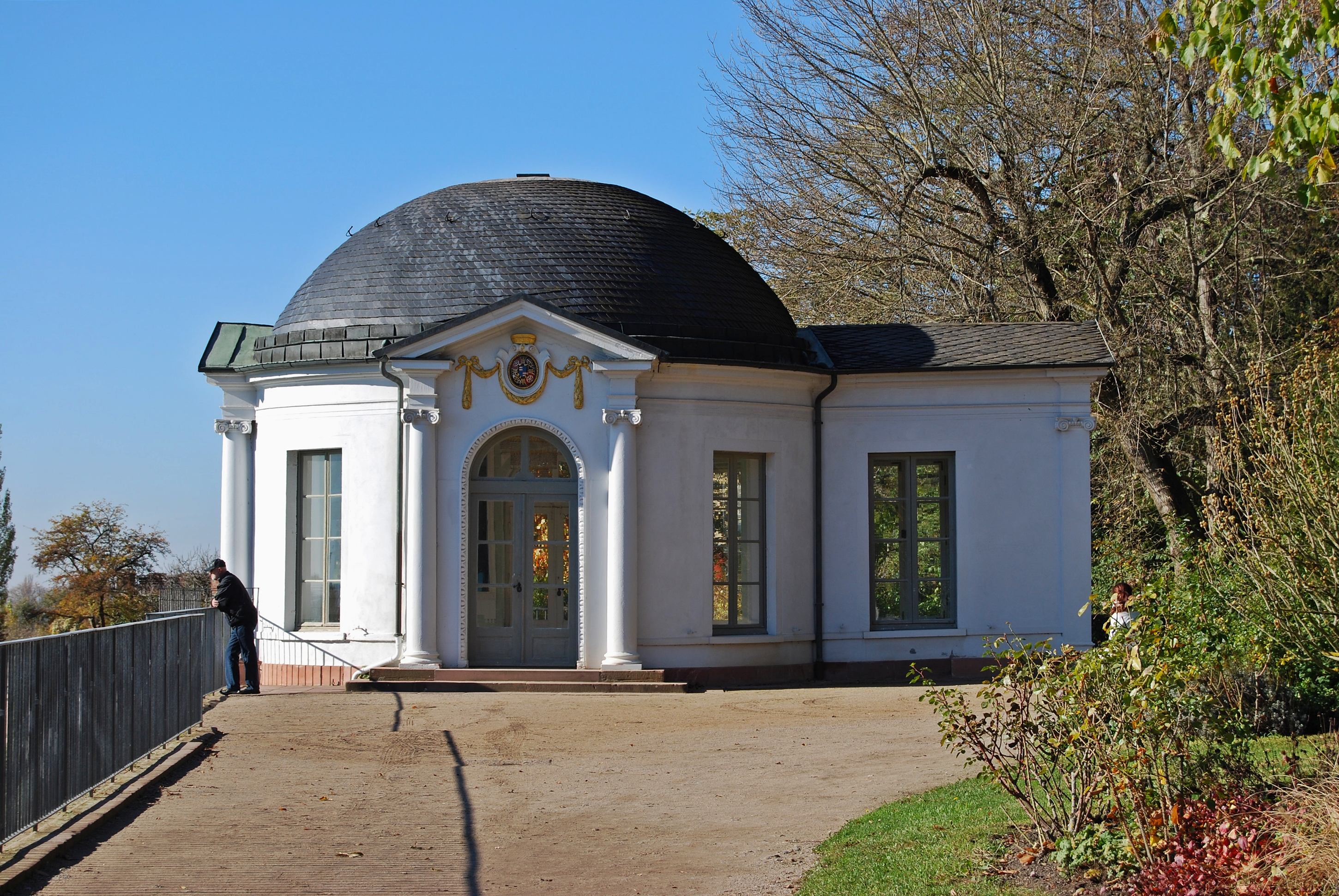
Frühstückspavillon von d’Herigoyen

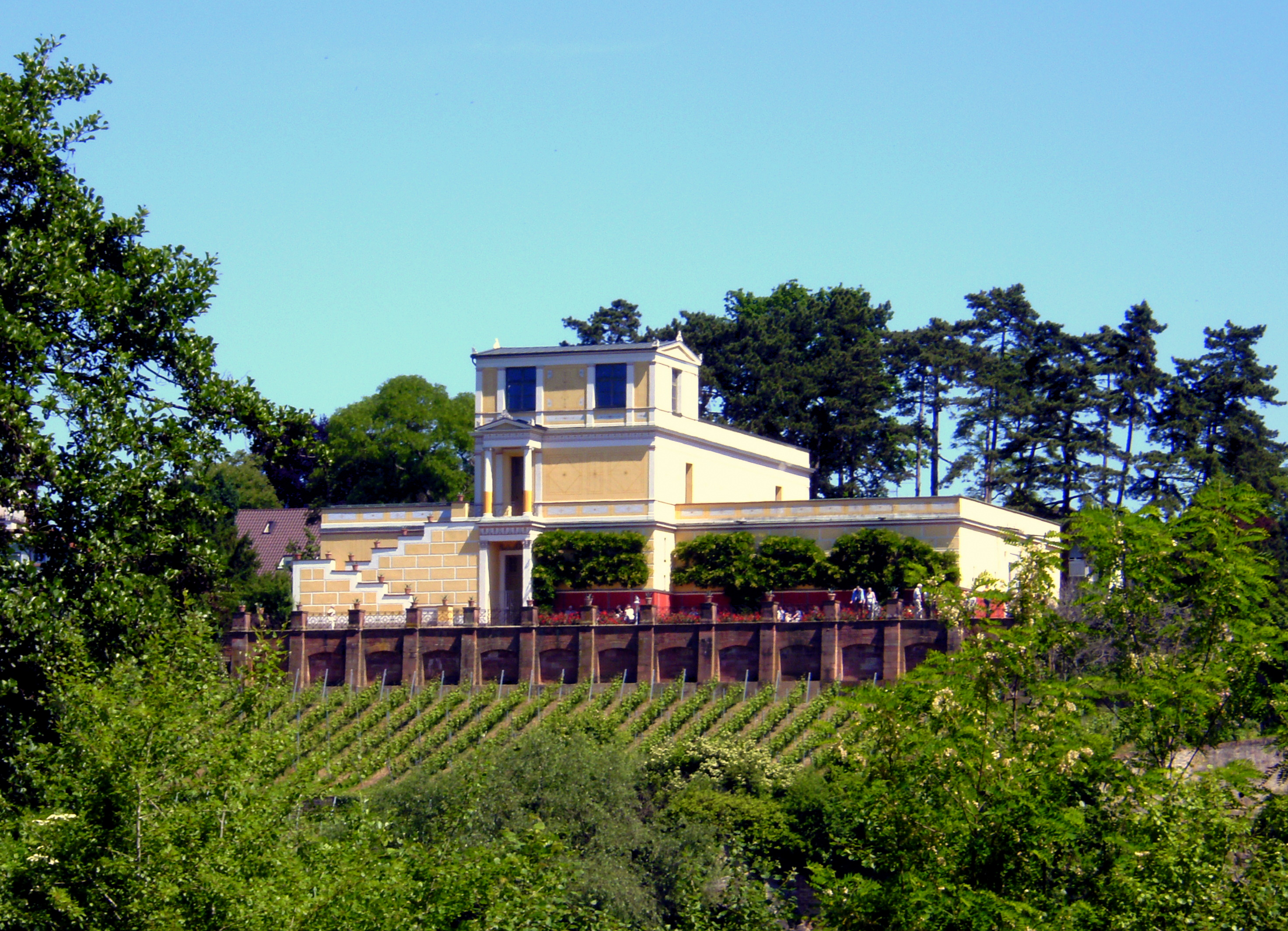
Pompejanum

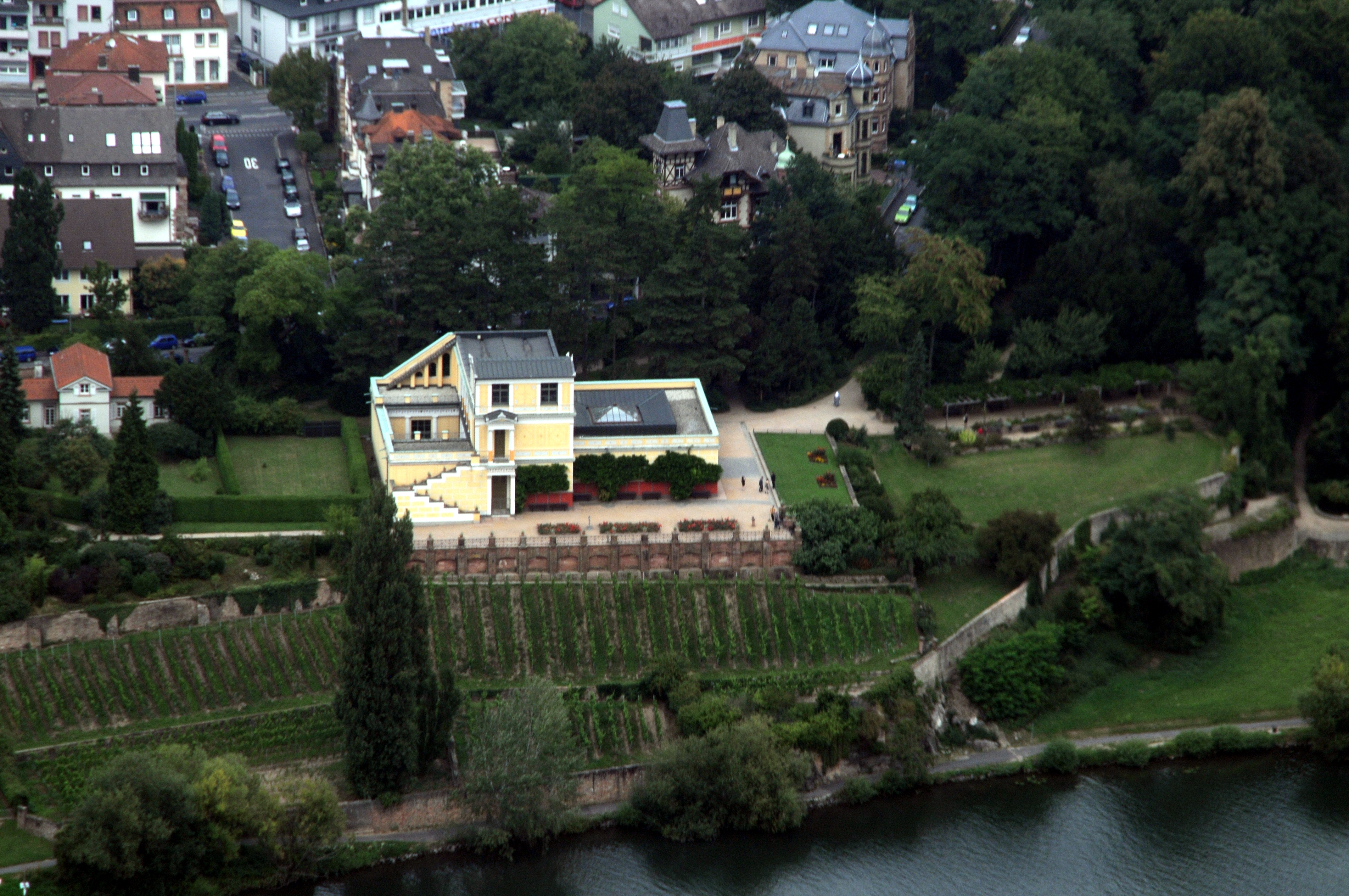
„Aschaffenburger Weinberge“

Der Aschaffenburger Schlossgarten, über dem Main gelegen, ist eine Parkanlage, die das Schloss Johannisburg mit dem Pompejanum verbindet.

## Geschichte
Der Schlossgarten war ursprünglich nur ein schmaler Grünsaum auf drei Seiten um Schloss Johannisburg. Durch Säkularisation von Flächen aus dem Garten des Kapuzinerklosters, dem Erwerb eines Abschnitts des Stadtgrabens sowie von privaten Wein- und Obstgärten auf dem Ziegelberg, wurde er nach und nach bis zur heutigen Form und Größe erweitert. 1778 ließ Erzbischof und Kurfürst Friedrich Karl Joseph von Erthal den sogenannten Steinernen Gang, der über die Stadtmauer, das Zolltor und das Theoderichstor hinwegführt, als Weinlaubgang herstellen und durch den sogenannten Kapuziner-Gang (Buchenschnitthecken) mit dem ehemaligen Stadtgraben verbinden, der nach Niederlegung der Stadtbefestigung als schmale Grünanlage um die Altstadt herum zur Parkanlage Schöntal führt. Im Bereich des eingefriedeten Schlossgartens ist der Stadtgraben als kleines Tälchen noch vorhanden und wird dort von einem Bach durchflossen. Dieses Tälchen zwischen Frühstückstempel und Pompejanum, gehörte ursprünglich zum „Offenen Schöntal“.  Der Frühstückstempel genannte Pavillon mit seinem Ausblick auf den Main entstand 1782 nach einem Plan von Emanuel Joseph d’Herigoyen auf dem Grauen Stein, einem Steilhang, zu dem auch der Pompejanumfelsen gehört.
In den 40er Jahren des 19. Jahrhunderts ließ König Ludwig I. von Bayern den Schlossgarten in die Weinlage Ziegelberg hinein erweitern und mit einem Steg über den ehemaligen Stadtgraben hinweg zugänglich machen. In diesen neuen Gartenbereich ließ er das Pompejanum bauen, eine freie Nachbildung des Hauses des Castor und Pollux, dessen Relikte man damals im historischen Pompeji am Fuße des Vesuv ausgegraben hatte. Umgeben von Mandelbäumen, mit Zitrusbäumchen in Pflanzkübeln und Agaven in Terrakotta-Pflanztöpfen brachte das Pompejanum ein wenig südländisches Flair an den Main. Der seit jeher am Hang angebaute Ziegelberger Weißwein nennt sich denn heute auch Pompejaner und geht seinem Anbaugebiet Franken entsprechend im Bocksbeutel über die Theke, etwa in den Schlossweinstuben.
In den 1950er Jahren erwarb die Stadt Aschaffenburg im Tausch von der Niederlassung der Englischen Fräulein deren Grundstück am Ziegelberg (Refugium). In Erweiterung des Schlossgartens entstand dort die Saint-Germain-Terrasse, gewidmet der Aschaffenburger Partnerstadt Saint-Germain-en-Laye. Zum Main hin entstand der städtische Teil des „Aschaffenburger Pompejaners“ der Wein, der zu besonderen Anlässen der Stadt ausgeschenkt und als Jubiläumsgabe der Stadt verteilt wird.
Zu den historischen Gartenanlagen um das Schloss gehören auch der Kastanienhain (Promenadeplatz) vor dem Kornhäuschen und die Weinbergterrassen am Oberen Hofweg (vulgo Seufzerallee), die mit einer historischen Treppenanlage (Baudenkmal D-6-61-000-383) abschließen. Die Baumgruppe vor der Jesuitenkirche wurde bei der Neuanlage des Schlossplatzes Mitte der 1980er Jahre als Reminiszenz an die sogenannte Seufzerallee gepflanzt – eine ehemalige Pappelallee zwischen Landingstraße und Schloss. Damals entstand auch die Grünanlage über dem darunter verlaufenden Landingtunnel (Wiese mit Rundweg), die ihrer Kargheit wegen von manchen auch Hunderennplatz genannt wird.